# Linus (księżyc)

Kalliope i Linus

Linus (pełna nazwa (22) Kalliope I Linus) – księżyc planetoidy (22) Kalliope z pasa głównego asteroid.

## Odkrycie i nazwa
Linus został odkryty 29 sierpnia 2001 roku przez Jeana-Luca Margot i Michaela E. Browna, którzy dokonali tego odkrycia za pomocą teleskopu Kecka na Mauna Kea na Hawajach. Następnie ciału temu nadano prowizoryczne oznaczenie S/2001 (22) 1.
Nazwa tego satelity pochodzi od mitologicznego Linosa, syna muzy Kalliope, który był także nauczycielem muzyki Heraklesa.

## Orbita i właściwości fizyczne
Księżyc ten ma średnicę ok. 28 km i krąży wokół macierzystego ciała w odległości ok. 1095 km w czasie 3,6 dnia. Orbita jego charakteryzuje się bardzo małym mimośrodem, mniejszym niż 0,002, nachylona jest zaś pod kątem ok. 9° do płaszczyzny równika Kalliope. Średnia temperatura na powierzchni tego ciała to ok. 161 K.
Linus mógł powstać w wyniku zderzenia jakiegoś większego ciała z Kalliope, odrywając się od niej, lub też zostać przechwycony przez jej przyciąganie grawitacyjne.